# Protium crassipetalum
Protium crassipetalum är en tvåhjärtbladig växtart som beskrevs av José Cuatrecasas. Protium crassipetalum ingår i släktet Protium och familjen Burseraceae. Inga underarter finns listade i Catalogue of Life.